# Sinningia leucotricha
Sinningia leucotricha là một loài thực vật có hoa trong họ Tai voi. Loài này được (Hoehne) H.E.Moore miêu tả khoa học đầu tiên năm 1973.

## Hình ảnh

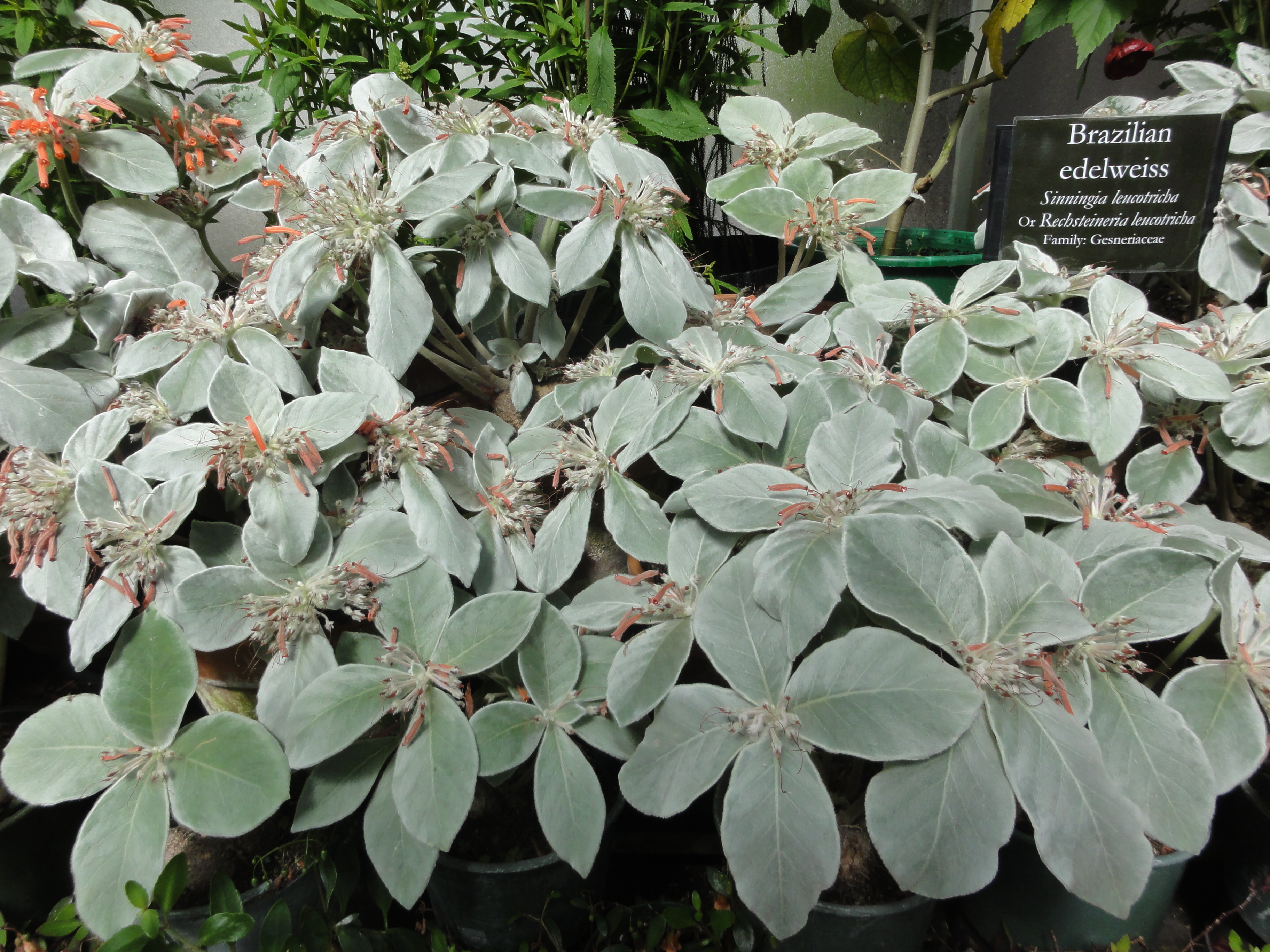
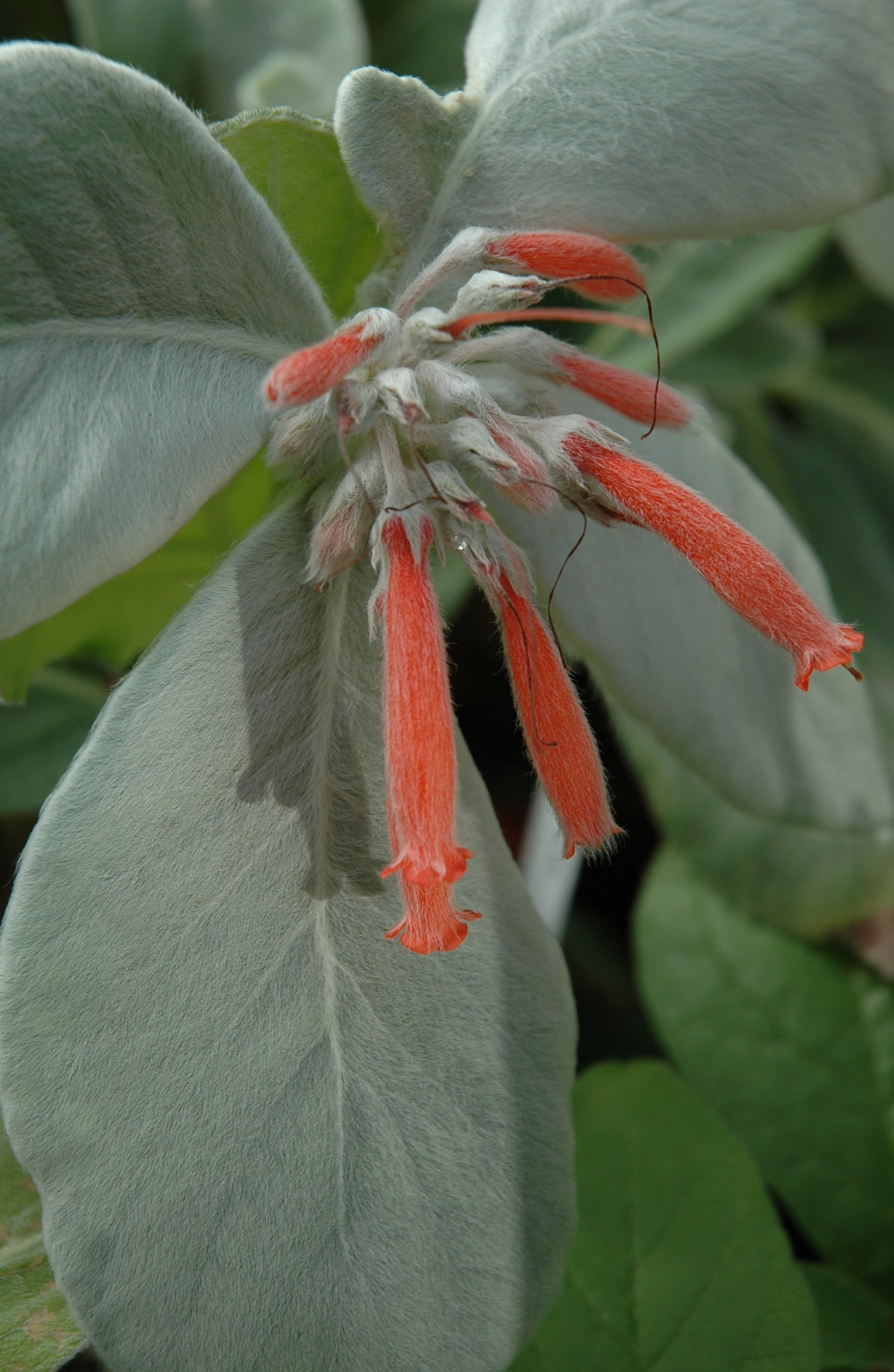
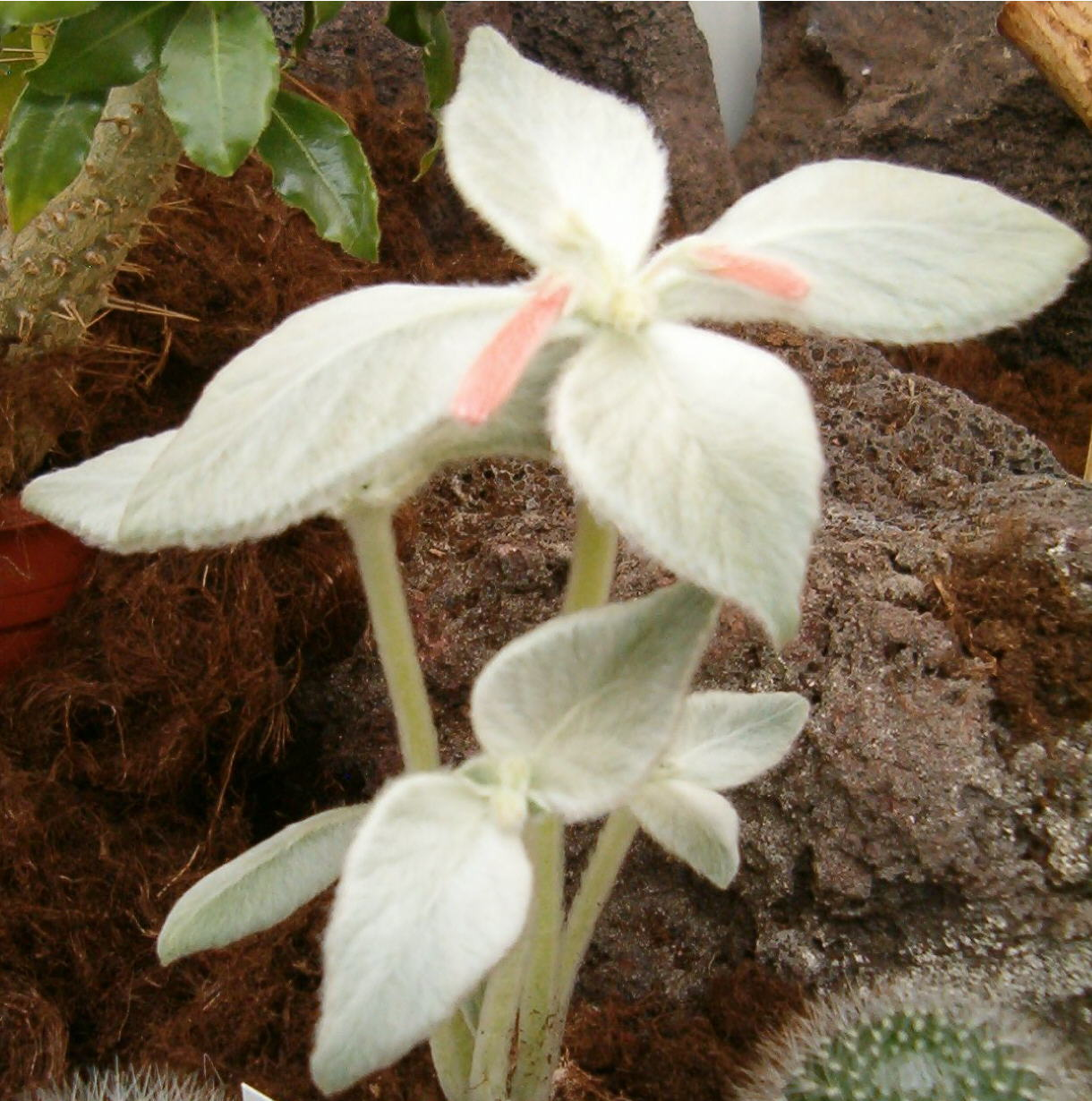
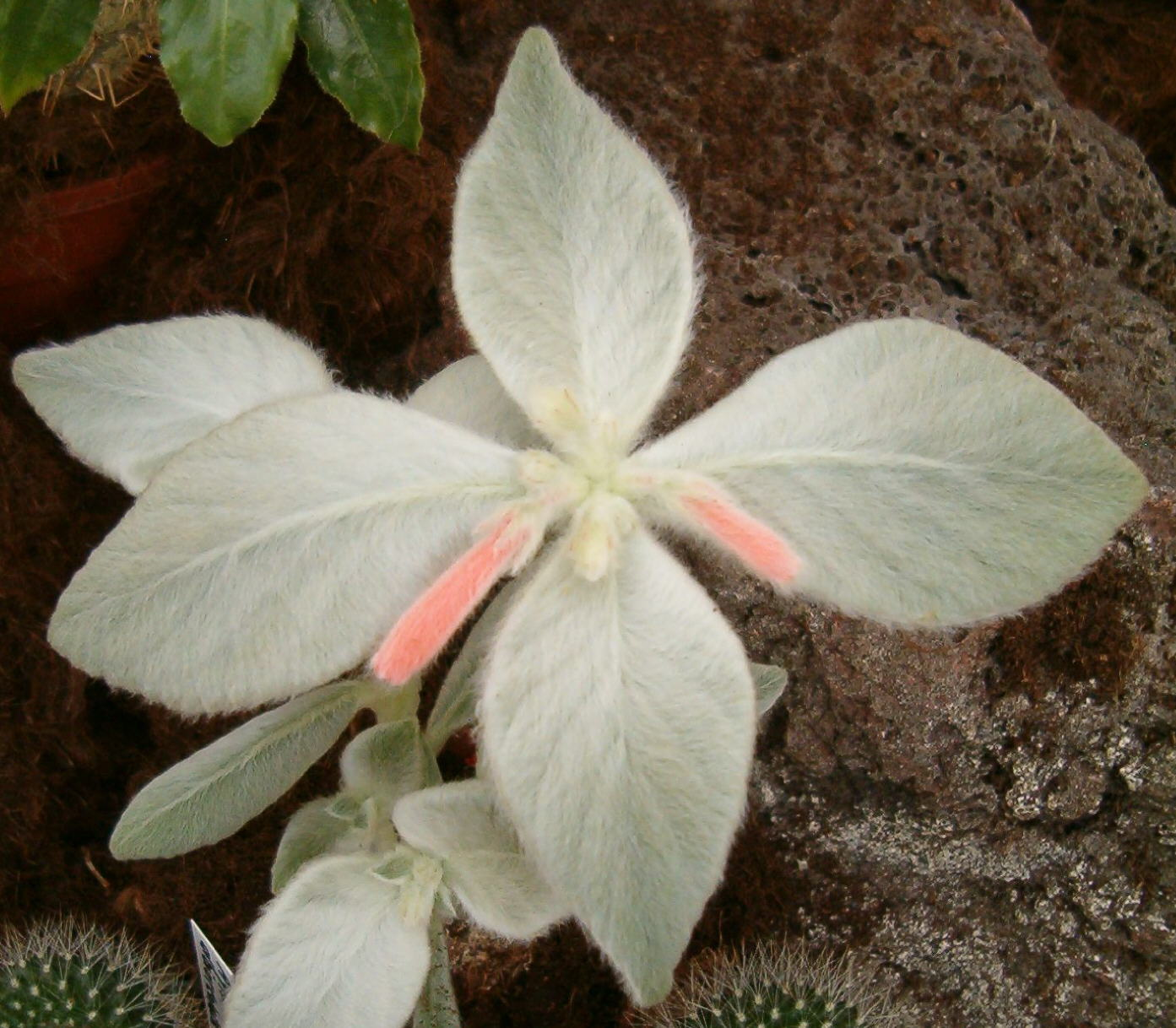